# Camilofina
La camilofina è un antagonista colinergico che agisce sui recettori di tipo muscarinico esercitando un'azione parasimpaticolitica.

## Caratteristiche strutturali e fisiche
Il composto ha una massa monoisotopica pari a 320,246378268 g/mol.

## Farmacologia e tossicologia
Il dosaggio raccomandato negli adulti è pari a 25 mg, tre volte al giorno.

### Effetto del composto ed usi clinici
La camilofina riduce gli effetti della proteina KCNH2.

### Controindicazioni ed effetti collaterali
Acamilofenina anche a dosi terapeutiche può causare: senso di secchezza delle fauci, disturbi dell'accomodazione visiva, nausea, vomito, costipazione, cardiopalmo e disturbi mentali fino a vere e proprie forme di psicosi. Studi clinici sperimentali hanno evidenziato la possibilità di danno fetale a seguito dell'assunzione di camilofina in gravidanza. Il farmaco viene secreto nel latte materno ed è stato documentato un rischio significativo per il neonato, pertanto acamilofenina è controindicata nelle donne che allattano al seno.
Il farmaco è controindicato nei soggetti con ipersensibilità nota al principio attivo. Similmente ad altre sostanze ad azione antagonista muscarinica, è controindicata nei soggetti affetti da iperplasia prostatica, glaucoma, tendenza alla ritenzione urinaria ed ileo paralitico.

### Interazioni
| Aclidinio bromuro | Adenosina       | Agmatina           | Albuterolo      | Alfentanil     | Alliina            | Amantadina               | Ambenonium    | Amitriptilina |
| Amioxid           | Amobarbital     | Amoxapina          | Anfetamina      | Anagrelide     | Anisotropina       | Octatropina metilbromuro | Aprotinina    | Betaina       |
| Dopamina          | Glicerina       | Magnesio (catione) | Sodio (catione) | Solfato (ione) | 1,10-fenantrolina  | Benzquinamide            | Betanidina    | Biperidene    |
| Tenamfetamine     | Midomanfetamine | Tacrina            | Metacolina      | Barbital       | Bendroflumetiazide | Bisacodile               | Butalbital    | Cannabinolo   |
| Cetirizina        | Clorotiazide    | Clorpromazina      | Clortalidone    | Cilostazolo    | Cirazolina         | Cisplatino               | Clenbuterolo  | Clidinio      |
| Clomipramina      | Clonidina       | Clozapina          | Coumaphos       | Cicrimina      | Ciclopentolato     | Ciclopentiazide          | Ciproeptadina | Dantron       |
| Decametonio       | Desipramina     | Cincocaina         | Dichlorvos      | Diciclomina    | Dietilcarbamazina  | Difenidolo               | Difenidramina | Disopiramide  |
| Distigmina        | Domperidone     | Donepezil          | Doxilamina      | Edrofonio      | Emodina            | Profenamina              | Etilefrina    | Fenoterolo    |
| Fentanil          | Fenthion        | Flavoxato          | Fluoxatina      | Formoterolo    | Guanabenz          | Guanfacina               | Esafluronio   | Esametonio    |
| Esobarbital       | Esoprenalina    | Idroclorotiazide   | Mefenterimina   | Imipramina     | Indapamide         | Idroflumeiazide          | Isoetarina    | Isoflurano    |
| Isopropamide      | Isoprenalina    | Ketamina           | Labetalolo      | Lamotrigina    | Lofepramina        | Loratadina               | Maprotilina   | Mebeverina    |
| Mecamilamina      | Mecloretamina   | Meclizina          | Meflochina      | Memantina      | Mepenzolato        | Meperidina               | Orciprenalina | Metadone      |
| Metantelina       | Metarbital      | Metoxifenamina     | Meticlotiazide  | MDPV           | Metoclopramide     | Metolazone               | Mianserina    | Midodrina     |
| Minaprina         | Nafazolina      | Neostigmina        | Nicardipina     | Nofernefrina   | Nortriptilina      | Olanzapina               | Ninidrina     | Octopamina    |
| Orfenadrina       | Ossibutinina    | Ossimetazolina     | Palmidrolo      | Pentobarbital  | Fenmetrazina       | Ossifenciclimina         | Fenobarbital  | Fenoftaleina  |
| Fentermina        | Moxonidina      | Pipenzolato        | Piperidolato    | Pirbuterolo    | Pirenzepina        | Cloruro di potassio      | Politiazide   | Prifinio      |
| Primidone         | Procainamide    | Procaina           | Prociclidina    | Promazina      | Prometazina        | Propantelina             | Propiomazina  | Propiverina   |
| Protochilolo      | Protriptilina   | Piridostigmina     | Chetiapina      | Secobarbital   | Sibutramina        | Terbutalina              | Sulpiride     | Senna         |
| Terfenadina       | Tetrizolina     | Tiotepa            | Tonzilamina     | Timepidium     | Tizanidina         | Triclormetiazide         | Tramazolina   | Venlafaxina   |
| Triesifenidil     | Trimebutina     | Trimipramina       | Tropicamide     | Tulobuterolo   | Xilometazolina     | Triflupromazina          | Tiramina      | Xilazina      |
| Ossifenonio       | Sorbitolo       | Tetramina          | Epinefrina      | Isoflurofato   | Metaraminolo       | Dextroanfetamina         | Pentolinio    | Metrifonato   |

## Applicazioni
Il farmaco viene utilizzato nel trattamento di.
- travaglio prolungato
- coliche biliari
- coliche renali
- coliche uretrali
- ulcera peptica
- dismenorrea
- enterocolite cronica
- gastralgia (in neonati e bambini)